# بولوتش
بولوتش هي بلدة في مقاطعة مريشكار في ولاية قشقداريا في أوزبكستان.